# آرکنس
آرکنس (به فرانسوی: Arcens) یک کمون در فرانسه است که در canton of Saint-Martin-de-Valamas واقع شده‌است. آرکنس ۱۸٫۵۵ کیلومتر مربع مساحت دارد ۶۰۰ متر بالاتر از سطح دریا واقع شده‌است.